# NGC 597
NGC 597 је спирална галаксија у сазвежђу Вајар која се налази на NGC листи објеката дубоког неба.
Деклинација објекта је - 33° 29' 49" а ректасцензија 1h 32m 14,9s. Привидна величина (магнитуда) објекта NGC 597 износи 13,2 а фотографска магнитуда 14,0. NGC 597 је још познат и под ознакама ESO 353-11, MCG -6-4-44, IRAS 01299-3345, PGC 5721.